# Neoromicia brunneus
Neoromicia brunneus é uma espécie de morcego da família Vespertilionidae. Pode ser encontrada nos Camarões, República Democrática do Congo, Costa do Marfim, Guiné Equatorial, Gabão, Gana, Libéria, Nigéria e Serra Leoa.
Os seus habitats naturais são: florestas secas tropicais ou subtropicais. Está ameaçada por perda de habitat.